# Meurtre sous les tropiques
Pour plus de détails, voir Fiche technique et Distribution.
Meurtre sous les tropiques (The Letter) est un téléfilm américain de John Erman diffusé le 3 mai 1982 dans le cadre du ABC Theatre sur ABC. Il est adapté de la pièce de théâtre The Letter de William Somerset Maugham.
En France, le téléfilm a été diffusé le 22 juillet 1988 sur La Cinq. Rediffusion le 29 avril 1989 sur La Cinq. Rediffusion le 8 juillet 1990 sur La Cinq.